# Тирм Македонский
Тирм (др.-греч. Τυρίμμας, лат. Tyrimmas) — мифический македонский царь династии Аргеадов, правивший в VIII веке до н. э.
Согласно Евсевию Кесарийскому, Тирм, внук основателя Македонского царства Карана, правил 43 года. Греческий писатель III в. до н. э. Сатир упоминает Тирма как отца Пердикки, признанного первым македонским царем.